# Main Triangel
Main Triangel ist ein Bürogebäude in Frankfurt-Sachsenhausen. Die Entwurfsplanung für das mit einem Grundriss in Form eines Dreieckes gebaute Objekt wurde von Fritz Novotny erstellt. Der Komplex besteht aus zwei Gebäudeteilen und einem aus Glas und Stahl erstellten Atriumdach, welches den frei zugänglichen Innenhof überspannt. Die Fertigstellung der für die Büronutzung vorgesehenen Gebäudeteile „Forum“ und „Hochhaus“ erfolgte im Jahr 2008. Generalunternehmer für die Errichtung des Gebäudes war das Bauunternehmen Bilfinger. Die weithin sichtbare und das Deutschherrnviertel mitprägende Fassade wurde durch das Gundelfinger Unternehmen Josef Gartner GmbH erstellt.

## Gebäudestruktur
Der Gebäudeteil „Hochhaus“ verfügt über 13 Büroetagen sowie eine Techniketage auf dem Gebäudedach, insgesamt stehen hier 17.758 m² zur Verfügung. An diesem Gebäudeteil – im Innenhof des Gebäudeensembles – ist der bislang einzige Panorama-Twin-Aufzug der Welt der Firma ThyssenKrupp installiert. Der Gebäudeteil „Forum“ verfügt über insgesamt 8.565 m² auf sieben Geschossen. Beide Gebäudeteile sind durch eine auf Höhe der fünften Etage eingefügten Verbindungsbrücke innerhalb der Mietfläche des Hauptmieters und die unter dem Gebäudekomplex befindlichen zwei Untergeschosse mit Tiefgarage miteinander verbunden.
Hauptmieter des Gebäudes ist das Land Hessen über den Landesbetrieb Bau und Immobilien Hessen. Nutzer der Flächen ist im Wesentlichen die Oberfinanzdirektion Frankfurt am Main. Weitere Mieter sind unter anderem die Föderale IT-Kooperation (FITKO),  Kombiverkehr und Euromicron.